# 杨格非
杨格非（直译：「格里菲斯·约翰」，1831年—1912年），又译杨约翰、杨笃信，英国伦敦会著名的来华传教士之一，中国华中地区基督教事业的开创者。
1831年12月14日，杨格非出生于英国威尔士斯温西一个公理会基督徒的家庭，家境比较贫穷。在8岁时被公理会教堂接纳为正式成员，14岁时在一次祷告聚会中进行了第一次讲道，16岁就开始正式在教堂里定期讲道。随后进入威尔士和英格兰学习神学。
1850年自学考入大学，后来学习神学。1853年，杨格非加入了最早来华的伦敦会。1855年被按立为牧师，同年，他和一位传教士的女儿Jane Griffith结婚。他准备前往马达加斯加传教，但是伦敦会差会说服了他，前往中国传教。
1855年9月，新婚夫妇航海到达中国，先在上海附近活动。1857年进入太平天国辖区考察，1860年8月到苏州会见太平天国忠王李秀成，后又见干王洪仁玕，然后前往南京，获得在太平天国境内自由传教的权利。
1860年，北京条约签订，规定中国内地（通商口岸以外的地方）向传教士开放。杨格非是最早进入中国内地省份的传教士之一。1861年，他从上海出发，6月21日，来到汉口，成为第一个进入华中地区的基督教传教士，在沈家庙金庭公店的住宅开展布道工作。此后直到1912年离开，汉口一直是他的工作基地。他在这里创办了学校、医院和训练中心。只是在1863年住在武昌，而1867年住在汉阳。
1862年，英国循道会传教士郭修理自广东来汉，杨格非将金庭公店房屋以及汉正街一带让给循道会布道，自己去下游的花楼街购地，建造花楼总堂（后来迁往模范区，名格非堂，即今日黄石路口的荣光堂），创办仁济医院（汉口协和医院的前身）。1863年，在汉口夹街建造华中第一所教堂——首恩堂。1864年7月，在当时尚未列为商埠的武昌戈甲营建造了湖北省城的第一所教堂（崇真堂，2000年恢复使用），在附近的昙华林，也建造了一所仁济医院。不久，又先后在孝感、天门、皂市以及黄陂、汉阳等地建立教堂。他和他的同事在湖北省建立了至少100个传教站,被称为“街头布道家”。
杨格非以在广阔的中国内地旅行布道而知名，有时旅行距离远达3000英里以上。他是第一个进入湖北、湖南、四川3个省份的新教传教士。
杨格非对于中国教会的另一项主要贡献是写作和翻译。杨格非通过努力，能够熟练地使用中文，说、写都非常流利。他雄辩的口才，使得他在中国人中深受欢迎，吸引了大批群众来听他的讲道。1876年，杨格非在汉口创办了华中圣教书会，专门编印布道单张与小册子，供外出传教散发，以补外国传教士运用汉语不便之弱点（据1899年统计，全国基督教所用的街头布道文字材料80％以上为该会印刷）。杨格非不仅多年担任圣教书会的负责人，他自己也是一个多产的小册子作者，写作了难以计数的广受欢迎的福音小册子。他还从事圣经的翻译工作，曾经将新约和部分旧约翻译成一种以上的中国方言，又将新约、诗篇和箴言翻译成浅文理译本，1885年出版。他也曾翻译了官话新约，在1889年出版。杨格非在训练和指导众多的中国传道人方面做得特别成功，他在长江流域创办了一所以他名字命名的培养本地传道人的神学院。1899年，他在汉口后花楼居巷（今交通巷）创办博学书院（英文校名：Griffith John College 杨格非学院，武汉市第四中学的前身）。
1905年在主日讲道时突然中风，偏瘫卧床。1911年10月武昌首义爆发，由其女婿施伯珩等护送乘英轮离开汉口，1912年1月返回英国。这时杨格非已经在中国定居了55年，其间回国只有3次。
1889年，杨格非被选为英格兰与威尔士公理会全国协会主席，但他拒绝了这个荣誉，继续留在汉口，住在他所热爱的中国人中间。同年，出于对他在中国传教工作的赏识，爱丁堡大学授予他神学博士学位。